# Zalpa

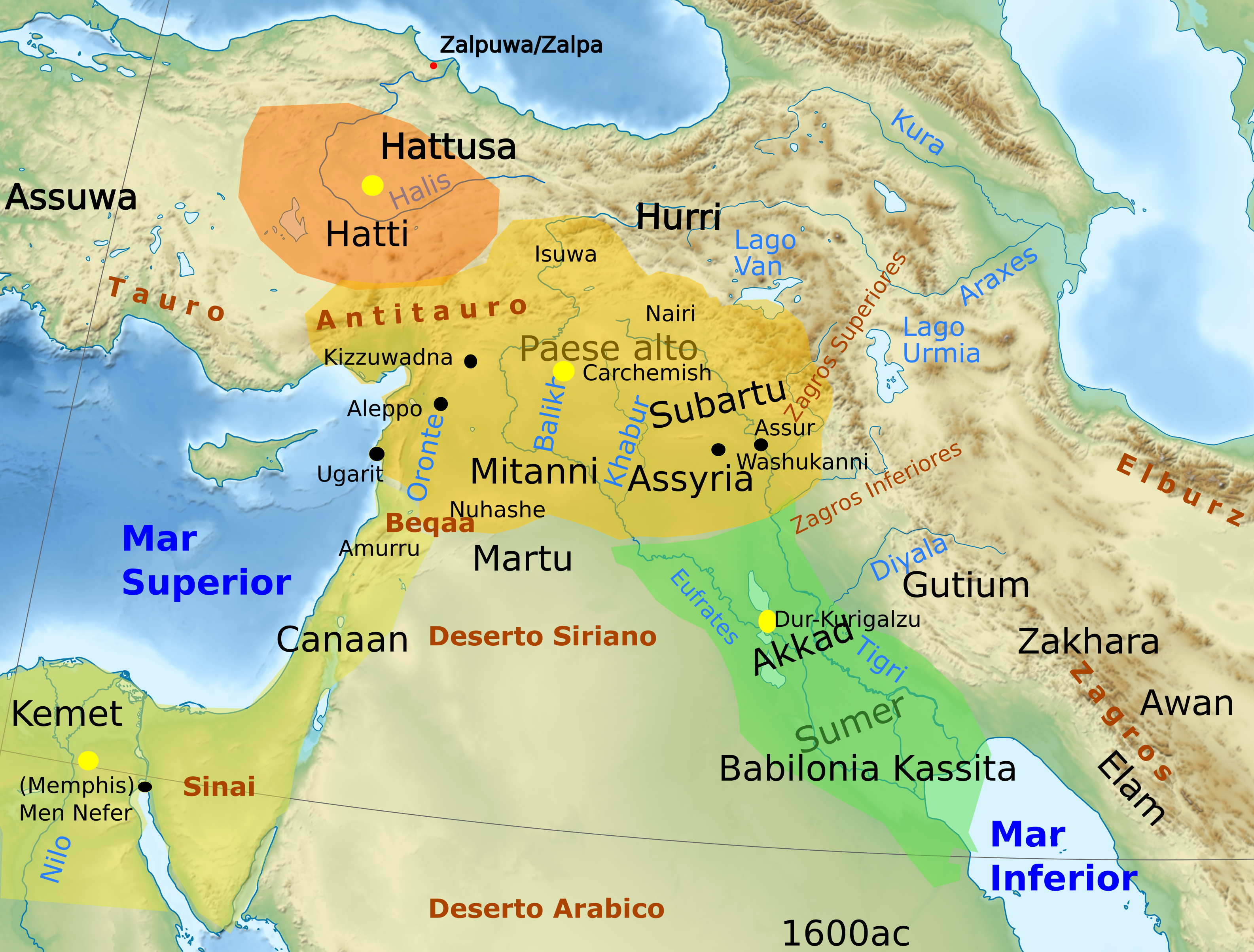
Mapa.

Zalpa o Zalpuwa es una ciudad aún no descubierta de la Edad del Bronce de Anatolia de ca. del siglo XVII a. C.
Su historia es en gran parte conocida por la Proclamación de Anitta (CTH 1).
Zalpa estaba junto a un mar de Zalpa. Fue el escenario de una antigua leyenda sobre la reina de Kanes, que estaba compuesta o traducida al hurrita:

[La Reina] de Kanesh una vez parió treinta hijos en un sólo año. Dijo: "Qué horda he parido!" Ella calafateó(?) cestas con brea, puso sus hijos en ellas, y los lanzó al río. El río los llevó hasta el mar de la tierra de Zalpa. Entonces los dioses los sacaron del mar y los criaron. Cuando pasaron algunos años, la reina otra vez dio a luz, esta vez a treinta hijas. Esta vez ella misma las crio.

El río de Kanesh (Sarımsaklı Çayı) desemboca en el Mar Negro, no (por ejemplo) en el Lago Tuz. 
Zalpa es sobre todo mencionada junto a Nerik en la oración de Arnuwanda I. Nerik era una ciudad en la que se hablaba hatti que había caído en manos de los e los kaskas en tiempos de Arnuwanda. Esta parte de la oración también menciona a Kammama, que pertenecía a los kaskas desde el reinado de Arnuwanda II. Se puede concluir que Zalpa se encontraba en una región de hatianas , en el norte de Anatolia Central, al igual que Nerik, Hattusa y probablemente Sapinuwa. Zalpa fue probablemente, como sus vecinas, fundada por hatianos.
Hacia el siglo XVII a. C., Uhna, un rey de Zalpa invadió Neša, después de lo cual los habitantes de Zalpa se llevaron de la ciudad el ídolo de Sius. Bajo el reinado de Huzziya, rey de Neša, Anitta, invadió Zalpa. Anitta tomó cautivo a Huzziya y recuperó el ídolo de Sius y lo devolvió a Neša. Poco después de aquello, Zalpa parece que adoptó la cultura hitita y sus habitantes hablaban nesita.
De la oración de Arnuwanda, se infiere que Zalpa fue arrasada por los kaskas, al mismo tiempo que Nerik cayó sobre ellos, a principios del siglo XIV a. C.
Se ha sugerido İkiztepe, situada en el delta del Kızılırmak cerca de la costa del Mar Negro, como posible ubicación de Zalpa.